# Agamyxis pectinifrons
Agamyxis pectinifrons (агамикс гребінчастий) — вид риб з роду Agamyxis родини Бронякові ряду сомоподібні. Інші назви «плямистий балакучий сом», «агаміксіс зірчастий». Утримують також в акваріумах.

## Опис
Завдовжки сягає 15 см. Спостерігається статевий диморфізм: самиця більша за самця. Голова коротка, трохи сплощена. Очі відносно невеликі. Є 3 пари коротких й товстих вусів. Тулуб сплощений. Спинний та грудні плавці мають сильно сплощені перші промені з добре розвиненими шипами, що завдають болючих поранень. Спинний плавець високий, трикутної форми, з короткою основою та 1 жорстким і 5 м'якими променями. Грудні плавці великі (з 1 жорстким та 5 м'якими променями), широкі, тягнуться до черевних плавців. Останні поступаються грудним плавцям. Жировий плавець невеличкий. Анальний плавець складається з 10—11 м'яких променів. Хвостовий плавець помірно широкий, усічений.
Забарвлення темно-коричневе з білими плямами на череві. Самець контрастніший за самицю. В перших вуса з чітко вираженими цятками. Молодь має темно-коричневе до синьо-чорного забарвлення. Голова та тулуб молодих особин вкриті численними блідими плямами білого або біло-жовтого кольору. Нижня частина світліше, з такими самими плямочками. Плавці темні з блідими смугами та цятками.

## Спосіб життя
Зустрічається у повільних та стоячих водоймах з дрібним й м'яким піщаним ґрунтом. Утворює невеличкі зграї. Здатен видавати звуки, що нагадують сичання та бурмотіння. Доволі витривала риба. Вдень ховається серед корчів та у печерках, також заривається в пісок. Здатен тижнями лежати в укриттях. Активний у присмерку та вночі. Живиться червами, личинками, дрібними водними організмами, равликами.
Статева зрілість самців настає у 3 роки. Нерест відбувається в сезон дощів. Самиця відкладає до 1000 ікринок блідо-зеленого кольору розміром 1,2—1,5 мм. Інкубаційний період триває 40 годин, мальки мають розмір 3 мм. Через 3 доби переходять на вживання дрібних водних організмів.
Тривалість життя становить 10 років.

## Розповсюдження
Мешкає у басейні річки Амазонка — в межах Бразилії, Перу, Колумбії та Болівії.

## Утримання в акваріумі
Миролюбна риба, яка легко співіснує з іншими. Веде нічний спосіб життя, вдень ховається в укриттях. Мінімальний розмір акваріума 100 л. Параметри води: твердість 2—20°, pH 5,8—7,5, температура 20—26°C. Годувати краще живим кормом.